# Evoluzione del collegio cardinalizio durante il pontificato di Giovanni Paolo II
Di seguito è riportata l'evoluzione del collegio cardinalizio durante il pontificato di Giovanni Paolo II (16 ottobre 1978-2 aprile 2005) e la successiva sede vacante (2 aprile 2005-19 aprile 2005).

## Evoluzione in sintesi
Dopo l'elezione del cardinale Karol Wojtyła, il collegio dei cardinali era costituito da 125 cardinali di cui 110 elettori.

Giovanni Paolo II ha creato 231 cardinali, di cui 210 elettori (al momento della nomina), in 9 concistori.

Durante il suo pontificato 136 cardinali hanno superato l'80º anno di età perdendo quindi il diritto di voto in conclave e 173 sono deceduti (67 elettori).
| Data                                  | Avvenimento                                              | Elettori | Non elettori | Totale |
| ------------------------------------- | -------------------------------------------------------- | -------- | ------------ | ------ |
| 16 ottobre 1978                       | Elezione del cardinale Karol Wojtyła (Giovanni Paolo II) | 110      | 15           | 125    |
| dal 27 novembre 1978 al 18 marzo 2005 | Cardinali creati                                         | +210     | +21          | +231   |
| dal 27 novembre 1978 al 18 marzo 2005 | Cardinali divenuti ottuagenari                           | -136     | +136         | 0      |
| dal 27 novembre 1978 al 18 marzo 2005 | Cardinali deceduti                                       | -67      | -106         | -173   |
| 2 aprile 2005                         | Morte di papa Giovanni Paolo II                          | 117      | 66           | 183    |
| 19 aprile 2005                        | Elezione del cardinale Joseph Ratzinger (Benedetto XVI)  | 116      | 66           | 182    |

## Composizione per paese d'origine
| Paese                   | 1978     | 1978         | 1978   | 2005     | 2005         | 2005   |
| ----------------------- | -------- | ------------ | ------ | -------- | ------------ | ------ |
|                         | Elettori | Non elettori | Totale | Elettori | Non elettori | Totale |
| Algeria                 | 2        | 0            | 2      | 0        | 0            | 0      |
| Alto Volta              | 1        | 0            | 1      | 0        | 0            | 0      |
| Angola                  | 0        | 0            | 0      | 0        | 1            | 1      |
| Benin                   | 1        | 0            | 1      | 0        | 1            | 1      |
| Camerun                 | 0        | 0            | 0      | 1        | 0            | 1      |
| Costa d'Avorio          | 0        | 0            | 0      | 1        | 0            | 1      |
| Egitto                  | 0        | 0            | 0      | 0        | 1            | 1      |
| Ghana                   | 0        | 0            | 0      | 1        | 0            | 1      |
| Kenya                   | 1        | 0            | 1      | 0        | 0            | 0      |
| Madagascar              | 1        | 0            | 1      | 1        | 0            | 1      |
| Mauritius               | 0        | 0            | 0      | 0        | 1            | 1      |
| Mozambico               | 0        | 0            | 0      | 0        | 1            | 1      |
| Nigeria                 | 1        | 0            | 1      | 2        | 0            | 2      |
| Rep. Araba Unita        | 1        | 0            | 1      | 0        | 0            | 0      |
| RD del Congo            | 1        | 0            | 1      | 1        | 0            | 1      |
| Senegal                 | 1        | 0            | 1      | 0        | 0            | 0      |
| Sudafrica               | 1        | 0            | 1      | 1        | 0            | 1      |
| Sudan                   | 0        | 0            | 0      | 1        | 0            | 1      |
| Tanzania                | 1        | 0            | 1      | 1        | 0            | 1      |
| Uganda                  | 1        | 0            | 1      | 1        | 0            | 1      |
| Totale Africa           | 13       | 0            | 13     | 11       | 5            | 16     |
| Cuba                    | 0        | 0            | 0      | 1        | 0            | 1      |
| Guatemala               | 1        | 0            | 1      | 1        | 0            | 1      |
| Honduras                | 0        | 0            | 0      | 1        | 0            | 1      |
| Nicaragua               | 0        | 0            | 0      | 1        | 0            | 1      |
| Porto Rico              | 1        | 0            | 1      | 0        | 1            | 1      |
| Rep. Dominicana         | 1        | 0            | 1      | 1        | 0            | 1      |
| Totale America Centrale | 3        | 0            | 3      | 5        | 1            | 6      |
| Canada                  | 3        | 0            | 3      | 3        | 2            | 5      |
| Messico                 | 1        | 1            | 2      | 4        | 1            | 5      |
| Stati Uniti             | 9        | 3            | 12     | 11       | 2            | 13     |
| Totale America del Nord | 13       | 4            | 17     | 18       | 5            | 23     |
| Argentina               | 3        | 1            | 4      | 1        | 2            | 3      |
| Bolivia                 | 1        | 0            | 1      | 1        | 0            | 1      |
| Brasile                 | 6        | 1            | 7      | 4        | 4            | 8      |
| Cile                    | 1        | 0            | 1      | 2        | 0            | 2      |
| Colombia                | 1        | 0            | 1      | 3        | 0            | 3      |
| Ecuador                 | 1        | 0            | 1      | 0        | 1            | 1      |
| Perù                    | 1        | 0            | 1      | 1        | 0            | 1      |
| Uruguay                 | 0        | 1            | 1      | 0        | 0            | 0      |
| Venezuela               | 1        | 0            | 1      | 0        | 1            | 1      |
| Totale America del Sud  | 15       | 3            | 18     | 12       | 8            | 20     |
| Corea del Sud           | 1        | 0            | 1      | 0        | 1            | 1      |
| Filippine               | 2        | 0            | 2      | 2        | 1            | 3      |
| Giappone                | 0        | 0            | 0      | 2        | 0            | 2      |
| India                   | 3        | 0            | 3      | 3        | 2            | 5      |
| Indonesia               | 1        | 0            | 1      | 1        | 0            | 1      |
| Libano                  | 0        | 0            | 0      | 0        | 1            | 1      |
| Pakistan                | 1        | 0            | 1      | 0        | 0            | 0      |
| Siria                   | 0        | 0            | 0      | 1        | 0            | 1      |
| Sri Lanka               | 1        | 0            | 1      | 0        | 0            | 0      |
| Taiwan                  | 0        | 0            | 0      | 0        | 1            | 1      |
| Thailandia              | 0        | 0            | 0      | 1        | 0            | 1      |
| Vietnam                 | 0        | 0            | 0      | 1        | 1            | 2      |
| Totale Asia             | 9        | 0            | 9      | 11       | 7            | 18     |
| Austria                 | 2        | 0            | 2      | 1        | 1            | 2      |
| Belgio                  | 2        | 0            | 2      | 1        | 0            | 1      |
| Bielorussia             | 0        | 0            | 0      | 0        | 1            | 1      |
| Bosnia ed Erzegovina    | 0        | 0            | 0      | 1        | 0            | 1      |
| Cecoslovacchia          | 1        | 0            | 1      | 0        | 0            | 0      |
| Croazia                 | 0        | 0            | 0      | 1        | 0            | 1      |
| Francia                 | 7        | 0            | 7      | 5        | 2            | 7      |
| Germania                | 5        | 1            | 6      | 6        | 2            | 8      |
| Irlanda                 | 0        | 0            | 0      | 1        | 1            | 2      |
| Italia                  | 25       | 6            | 31     | 20       | 18           | 38     |
| Jugoslavia              | 1        | 0            | 1      | 0        | 0            | 0      |
| Lettonia                | 0        | 0            | 0      | 1        | 0            | 1      |
| Lituania                | 0        | 0            | 0      | 1        | 0            | 1      |
| Paesi Bassi             | 2        | 0            | 2      | 1        | 1            | 2      |
| Polonia                 | 2        | 0            | 2      | 3        | 4            | 7      |
| Portogallo              | 1        | 0            | 1      | 2        | 0            | 2      |
| Regno Unito             | 2        | 0            | 2      | 2        | 0            | 2      |
| Rep. Ceca               | 0        | 0            | 0      | 1        | 1            | 2      |
| Slovacchia              | 0        | 0            | 0      | 0        | 2            | 2      |
| Spagna                  | 4        | 0            | 4      | 6        | 2            | 8      |
| Svizzera                | 0        | 0            | 0      | 1        | 2            | 3      |
| Ucraina                 | 0        | 0            | 0      | 2        | 0            | 2      |
| Ungheria                | 1        | 0            | 1      | 2        | 0            | 2      |
| Unione Sovietica        | 0        | 1            | 1      | 0        | 0            | 0      |
| Totale Europa           | 55       | 8            | 63     | 58       | 37           | 95     |
| Australia               | 2        | 0            | 2      | 1        | 2            | 3      |
| Nuova Zelanda           | 1        | 0            | 1      | 1        | 0            | 1      |
| Samoa                   | 1        | 0            | 1      | 0        | 1            | 1      |
| Totale Oceania          | 4        | 0            | 4      | 2        | 3            | 5      |
| Totale                  | 112      | 15           | 127    | 117      | 66           | 183    |

## Elenco degli avvenimenti
| Data              | Avvenimento | Paese                | Elettori | Non elettori | Totale |
| ----------------- | --- | -------------------- | -------- | ------------ | ------ |
| 16 ottobre 1978   | Elezione papale del cardinale Karol Wojtyła con il nome di Giovanni Paolo II                                                      | Città del Vaticano   | 110      | 15           | 125    |
| 27 novembre 1978  | Morte del cardinale Joseph Marie Trịnh Như Khuê                                                                                   | Vietnam              | 109      | 15           | 124    |
| 17 dicembre 1978  | Morte del cardinale Josef Frings                                                                                                  | Germania             | 109      | 14           | 123    |
| 29 gennaio 1979   | Morte del cardinale Reginald John Delargey                                                                                        | Nuova Zelanda        | 108      | 14           | 122    |
| 9 marzo 1979      | Morte del cardinale Jean Villot                                                                                                   | Francia              | 107      | 14           | 121    |
| 30 giugno 1979    | 80º genetliaco del cardinale František Tomášek                                                                                    | Cecoslovacchia       | 106      | 15           | 121    |
| 30 giugno 1979    | Concistoro per la creazione di 14 cardinali elettori:                                                                             | Città del Vaticano   | 120      | 15           | 135    |
| 30 giugno 1979    | Agostino Casaroli | Italia               | 120      | 15           | 135    |
| 30 giugno 1979    | Giuseppe Caprio | Italia               | 120      | 15           | 135    |
| 30 giugno 1979    | Marco Cé | Italia               | 120      | 15           | 135    |
| 30 giugno 1979    | Egano Righi-Lambertini | Italia               | 120      | 15           | 135    |
| 30 giugno 1979    | Joseph-Marie Trịnh Văn Căn | Vietnam              | 120      | 15           | 135    |
| 30 giugno 1979    | Ernesto Civardi | Italia               | 120      | 15           | 135    |
| 30 giugno 1979    | Ernesto Corripio y Ahumada | Messico              | 120      | 15           | 135    |
| 30 giugno 1979    | Joseph Asajiro Satowaki | Giappone             | 120      | 15           | 135    |
| 30 giugno 1979    | Roger Etchegaray | Francia              | 120      | 15           | 135    |
| 30 giugno 1979    | Anastasio Alberto Ballestrero | Italia               | 120      | 15           | 135    |
| 30 giugno 1979    | Tomás Ó Fiaich | Irlanda              | 120      | 15           | 135    |
| 30 giugno 1979    | Gerald Emmett Carter | Canada               | 120      | 15           | 135    |
| 30 giugno 1979    | Franciszek Macharski | Polonia              | 120      | 15           | 135    |
| 30 giugno 1979    | Władysław Rubin | Polonia              | 120      | 15           | 135    |
| 30 giugno 1979    | e 1 cardinale in pectore | Città del Vaticano   | 120      | 15           | 135    |
| 6 luglio 1979     | Morte del cardinale Antonio María Barbieri                                                                                        | Uruguay              | 120      | 14           | 134    |
| 16 luglio 1979    | Morte del cardinale James Francis Louis McIntyre                                                                                  | Stati Uniti          | 120      | 13           | 133    |
| 3 agosto 1979     | Morte del cardinale Alfredo Ottaviani                                                                                             | Italia               | 120      | 12           | 132    |
| 10 agosto 1979    | Morte del cardinale John Joseph Wright                                                                                            | Stati Uniti          | 119      | 12           | 131    |
| 5 settembre 1979  | Morte del cardinale Alberto di Jorio                                                                                              | Italia               | 119      | 11           | 130    |
| 23 ottobre 1979   | Morte del cardinale Antonio Caggiano                                                                                              | Argentina            | 119      | 10           | 129    |
| 13 dicembre 1979  | Morte del cardinale Alfred Bengsch                                                                                                | Germania             | 118      | 10           | 128    |
| 13 marzo 1980     | 80º genetliaco del cardinale José Clemente Maurer                                                                                 | Germania             | 117      | 11           | 128    |
| 15 giugno 1980    | Morte del cardinale Sergio Pignedoli                                                                                              | Italia               | 116      | 11           | 127    |
| 5 luglio 1980     | 80º genetliaco del cardinale Bernard Jan Alfrink                                                                                  | Paesi Bassi          | 115      | 12           | 127    |
| 26 dicembre 1980  | Morte del cardinale Egidio Vagnozzi                                                                                               | Italia               | 114      | 12           | 126    |
| 28 maggio 1981    | Morte del cardinale Stefan Wyszyński                                                                                              | Polonia              | 113      | 12           | 125    |
| 5 giugno 1981     | 80º genetliaco del cardinale Ermenegildo Florit                                                                                   | Italia               | 112      | 13           | 125    |
| 12 ottobre 1981   | 80º genetliaco del cardinale Gabriel-Marie Garrone                                                                                | Francia              | 111      | 14           | 125    |
| 28 dicembre 1981  | 80º genetliaco del cardinale Thomas Benjamin Cooray                                                                               | Sri Lanka            | 110      | 15           | 125    |
| 30 dicembre 1981  | Morte del cardinale Franjo Šeper                                                                                                  | Jugoslavia           | 109      | 15           | 124    |
| 22 marzo 1982     | Morte del cardinale Pericle Felici                                                                                                | Italia               | 108      | 15           | 123    |
| 25 aprile 1982    | Morte del cardinale John Patrick Cody                                                                                             | Stati Uniti          | 107      | 15           | 122    |
| 18 settembre 1982 | Morte del cardinale Carlos Carmelo de Vasconcelos Motta                                                                           | Brasile              | 107      | 14           | 121    |
| 22 settembre 1982 | 80º genetliaco del cardinale José Humberto Quintero Parra                                                                         | Venezuela            | 106      | 15           | 121    |
| 26 ottobre 1982   | Morte del cardinale Giovanni Benelli                                                                                              | Italia               | 105      | 15           | 120    |
| 6 dicembre 1982   | 80º genetliaco del cardinale Giovanni Colombo                                                                                     | Italia               | 104      | 16           | 120    |
| 2 febbraio 1983   | Concistoro per la creazione di 18 cardinali di cui 16 elettori:                                                                   | Città del Vaticano   | 120      | 18           | 138    |
| 2 febbraio 1983   | Antoine Pierre Khoraiche | Libano               | 120      | 18           | 138    |
| 2 febbraio 1983   | Bernard Yago | Costa d'Avorio       | 120      | 18           | 138    |
| 2 febbraio 1983   | Aurelio Sabattani | Italia               | 120      | 18           | 138    |
| 2 febbraio 1983   | Franjo Kuharić | Croazia              | 120      | 18           | 138    |
| 2 febbraio 1983   | Giuseppe Casoria | Italia               | 120      | 18           | 138    |
| 2 febbraio 1983   | José Alí Lebrún Moratinos | Venezuela            | 120      | 18           | 138    |
| 2 febbraio 1983   | Joseph Louis Bernardin | Stati Uniti          | 120      | 18           | 138    |
| 2 febbraio 1983   | Michael Michai Kitbunchu | Thailandia           | 120      | 18           | 138    |
| 2 febbraio 1983   | Alexandre do Nascimento | Angola               | 120      | 18           | 138    |
| 2 febbraio 1983   | Alfonso López Trujillo | Colombia             | 120      | 18           | 138    |
| 2 febbraio 1983   | Godfried Danneels | Belgio               | 120      | 18           | 138    |
| 2 febbraio 1983   | Thomas Stafford Williams | Nuova Zelanda        | 120      | 18           | 138    |
| 2 febbraio 1983   | Carlo Maria Martini | Italia               | 120      | 18           | 138    |
| 2 febbraio 1983   | Jean-Marie Lustiger | Francia              | 120      | 18           | 138    |
| 2 febbraio 1983   | Józef Glemp | Polonia              | 120      | 18           | 138    |
| 2 febbraio 1983   | Joachim Meisner | Germania             | 120      | 18           | 138    |
| 2 febbraio 1983   | e 2 non elettori: | Città del Vaticano   | 120      | 18           | 138    |
| 2 febbraio 1983   | Julijans Vaivods | Lettonia             | 120      | 18           | 138    |
| 2 febbraio 1983   | Henri-Marie de Lubac | Francia              | 120      | 18           | 138    |
| 3 febbraio 1983   | Morte del cardinale Antonio Samorè                                                                                                | Italia               | 119      | 18           | 137    |
| 5 febbraio 1983   | 80º genetliaco del cardinale Alfredo Vicente Scherer                                                                              | Brasile              | 118      | 19           | 137    |
| 20 febbraio 1983  | 80º genetliaco del cardinale Joseph Schröffer                                                                                     | Germania             | 117      | 20           | 137    |
| 25 aprile 1983    | 80º genetliaco del cardinale Michele Pellegrino                                                                                   | Italia               | 116      | 21           | 137    |
| 23 maggio 1983    | 80º genetliaco del cardinale Pablo Muñoz Vega                                                                                     | Ecuador              | 115      | 22           | 137    |
| 2 giugno 1983     | Morte del cardinale Julio Rosales y Ras                                                                                           | Filippine            | 114      | 22           | 136    |
| 15 giugno 1983    | Morte del cardinale Mario Casariego y Acevedo                                                                                     | Guatemala            | 113      | 22           | 135    |
| 26 giugno 1983    | Morte del cardinale James Robert Knox                                                                                             | Australia            | 112      | 22           | 134    |
| 4 luglio 1983     | 80º genetliaco del cardinale Corrado Bafile                                                                                       | Italia               | 111      | 23           | 134    |
| 12 agosto 1983    | 80º genetliaco del cardinale Mario Nasalli Rocca di Corneliano                                                                    | Italia               | 110      | 24           | 134    |
| 7 settembre 1983  | Morte del cardinale Joseph Schröffer                                                                                              | Germania             | 110      | 23           | 133    |
| 17 settembre 1983 | Morte del cardinale Humberto Sousa Medeiros                                                                                       | Stati Uniti          | 109      | 23           | 132    |
| 6 ottobre 1983    | Morte del cardinale Terence James Cooke                                                                                           | Stati Uniti          | 108      | 23           | 131    |
| 8 ottobre 1983    | Morte del cardinale Alexandre-Charles-Albert-Joseph Renard                                                                        | Francia              | 107      | 23           | 130    |
| 7 novembre 1983   | Morte del cardinale Umberto Mozzoni                                                                                               | Italia               | 106      | 23           | 129    |
| 9 novembre 1983   | 80º genetliaco del cardinale Léon-Etienne Duval                                                                                   | Francia              | 105      | 24           | 129    |
| 27 dicembre 1983  | 80º genetliaco del cardinale Hermann Volk                                                                                         | Germania             | 104      | 25           | 129    |
| 1º febbraio 1984  | 80º genetliaco del cardinale Joseph Asjiro Satowaki                                                                               | Giappone             | 103      | 26           | 129    |
| 22 febbraio 1984  | 80º genetliaco del cardinale Stephanos I Sidarouss                                                                                | Egitto               | 102      | 27           | 129    |
| 9 aprile 1984     | Morte del cardinale Paul-Pierre Philippe                                                                                          | Francia              | 101      | 27           | 128    |
| 9 aprile 1984     | 80º genetliaco del cardinale Paul-Émile Léger                                                                                     | Canada               | 100      | 28           | 128    |
| 18 maggio 1984    | 80º genetliaco del cardinale François Marty                                                                                       | Francia              | 99       | 29           | 128    |
| 8 luglio 1984     | Morte del cardinale José Humberto Quintero Parra                                                                                  | Venezuela            | 99       | 28           | 127    |
| 16 luglio 1984    | 80º genetliaco del cardinale Leo Jozef Suenens                                                                                    | Belgio               | 98       | 29           | 127    |
| 31 luglio 1984    | 80º genetliaco del cardinale John Joseph Carberry                                                                                 | Stati Uniti          | 97       | 30           | 127    |
| 26 agosto 1984    | Morte del cardinale Lawrence Joseph Shehan                                                                                        | Stati Uniti          | 97       | 29           | 126    |
| 7 settembre 1984  | Morte del cardinale Josyp Slipyj                                                                                                  | Unione Sovietica     | 97       | 28           | 125    |
| 11 settembre 1984 | 80º genetliaco del cardinale José María Bueno y Monreal                                                                           | Spagna               | 96       | 29           | 125    |
| 15 settembre 1984 | Morte del cardinale Paolo Marella                                                                                                 | Italia               | 96       | 28           | 124    |
| 23 ottobre 1984   | 80º genetliaco del cardinale Maximilien de Fürstenberg                                                                            | Belgio               | 95       | 29           | 124    |
| 25 gennaio 1985   | 80º genetliaco del cardinale Maurice Roy                                                                                          | Canada               | 94       | 30           | 124    |
| 18 maggio 1985    | 80º genetliaco del cardinale Francesco Carpino                                                                                    | Italia               | 93       | 31           | 124    |
| 25 maggio 1985    | Concistoro per la creazione di 28 cardinali di cui 27 elettori:                                                                   | Città del Vaticano   | 120      | 32           | 152    |
| 25 maggio 1985    | Luigi Dadaglio | Italia               | 120      | 32           | 152    |
| 25 maggio 1985    | Duraisamy Simon Lourdusamy | India                | 120      | 32           | 152    |
| 25 maggio 1985    | Francis Arinze | Nigeria              | 120      | 32           | 152    |
| 25 maggio 1985    | Juan Francisco Fresno Larraín | Cile                 | 120      | 32           | 152    |
| 25 maggio 1985    | Antonio Innocenti | Italia               | 120      | 32           | 152    |
| 25 maggio 1985    | Miguel Obando Bravo | Nicaragua            | 120      | 32           | 152    |
| 25 maggio 1985    | Paul Augustin Mayer | Germania             | 120      | 32           | 152    |
| 25 maggio 1985    | Ángel Suquía Goicoechea | Spagna               | 120      | 32           | 152    |
| 25 maggio 1985    | Jean Jérôme Hamer | Belgio               | 120      | 32           | 152    |
| 25 maggio 1985    | Ricardo Jamin Vidal | Filippine            | 120      | 32           | 152    |
| 25 maggio 1985    | Henryk Roman Gulbinowicz | Polonia              | 120      | 32           | 152    |
| 25 maggio 1985    | Paulos Tzadua | Etiopia              | 120      | 32           | 152    |
| 25 maggio 1985    | Jozef Tomko | Slovacchia           | 120      | 32           | 152    |
| 25 maggio 1985    | Myroslav Ivan Ljubačivs'kyj | Ucraina              | 120      | 32           | 152    |
| 25 maggio 1985    | Andrzej Maria Deskur | Polonia              | 120      | 32           | 152    |
| 25 maggio 1985    | Paul Poupard | Francia              | 120      | 32           | 152    |
| 25 maggio 1985    | Louis-Albert Vachon | Canada               | 120      | 32           | 152    |
| 25 maggio 1985    | Albert Decourtray | Francia              | 120      | 32           | 152    |
| 25 maggio 1985    | Rosalio José Castillo Lara | Venezuela            | 120      | 32           | 152    |
| 25 maggio 1985    | Friedrich Wetter | Germania             | 120      | 32           | 152    |
| 25 maggio 1985    | Silvano Piovanelli | Italia               | 120      | 32           | 152    |
| 25 maggio 1985    | Adrianus Johannes Simonis | Paesi Bassi          | 120      | 32           | 152    |
| 25 maggio 1985    | Edouard Gagnon | Canada               | 120      | 32           | 152    |
| 25 maggio 1985    | Alfons Maria Stickler | Austria              | 120      | 32           | 152    |
| 25 maggio 1985    | Bernard Francis Law | Stati Uniti          | 120      | 32           | 152    |
| 25 maggio 1985    | John Joseph O'Connor | Stati Uniti          | 120      | 32           | 152    |
| 25 maggio 1985    | Giacomo Biffi | Italia               | 120      | 32           | 152    |
| 25 maggio 1985    | e 1 non elettore: | Città del Vaticano   | 120      | 32           | 152    |
| 25 maggio 1985    | Pietro Pavan | Italia               | 120      | 32           | 152    |
| 7 luglio 1985     | 80º genetliaco del cardinale Louis-Jean-Frédéric Guyot                                                                            | Francia              | 119      | 33           | 152    |
| 3 agosto 1985     | 80º genetliaco del cardinale Franz König                                                                                          | Austria              | 118      | 34           | 152    |
| 26 agosto 1985    | 80º genetliaco del cardinale George Bernard Flahiff                                                                               | Canada               | 117      | 35           | 152    |
| 24 settembre 1985 | Morte del cardinale Antonio Poma                                                                                                  | Italia               | 116      | 35           | 151    |
| 24 ottobre 1985   | Morte del cardinale Maurice Roy                                                                                                   | Canada               | 116      | 34           | 150    |
| 8 dicembre 1985   | Morte del cardinale Ermenegildo Florit                                                                                            | Italia               | 116      | 33           | 149    |
| 25 dicembre 1985  | 80º genetliaco del cardinale Sergio Guerri                                                                                        | Italia               | 115      | 34           | 149    |
| 22 febbraio 1986  | 80º genetliaco del cardinale Egano Righi-Lambertini                                                                               | Italia               | 114      | 35           | 149    |
| 15 marzo 1986     | Morte del cardinale Miguel Darío Miranda y Gómez                                                                                  | Messico              | 114      | 34           | 148    |
| 20 maggio 1986    | 80º genetliaco del cardinale Giuseppe Siri                                                                                        | Italia               | 113      | 35           | 148    |
| 30 giugno 1986    | Morte del cardinale László Lékai                                                                                                  | Ungheria             | 112      | 35           | 147    |
| 1º agosto 1986    | Morte del cardinale Carlo Confalonieri                                                                                            | Italia               | 112      | 34           | 146    |
| 10 ottobre 1986   | Morte del cardinale Michele Pellegrino                                                                                            | Italia               | 112      | 33           | 145    |
| 21 ottobre 1986   | 80º genetliaco del cardinale Ernesto Civardi                                                                                      | Italia               | 111      | 34           | 145    |
| 16 novembre 1986  | 80º genetliaco del cardinale Octavio Antonio Beras Rojas                                                                          | Rep. Dominicana      | 110      | 35           | 145    |
| 19 dicembre 1986  | Morte del cardinale Avelar Brandão Vilela                                                                                         | Brasile              | 109      | 35           | 144    |
| 24 dicembre 1986  | 80º genetliaco del cardinale Joseph Höffner                                                                                       | Germania             | 108      | 36           | 144    |
| 29 dicembre 1986  | Morte del cardinale Pietro Parente                                                                                                | Italia               | 108      | 35           | 143    |
| 15 gennaio 1987   | Morte del cardinale Aníbal Muñoz Duque                                                                                            | Colombia             | 107      | 35           | 142    |
| 20 febbraio 1987  | Morte del cardinale Joseph Parecattil                                                                                             | India                | 106      | 35           | 141    |
| 25 febbraio 1987  | 80º genetliaco del cardinale Giuseppe Paupini                                                                                     | Italia               | 105      | 36           | 141    |
| 14 maggio 1987    | 80º genetliaco del cardinale Vicente Enrique y Tarancón                                                                           | Spagna               | 104      | 37           | 141    |
| 27 maggio 1987    | 80º genetliaco del cardinale Giuseppe Maria Sensi                                                                                 | Spagna               | 103      | 38           | 141    |
| 29 giugno 1987    | 80º genetliaco del cardinale Owen McCann                                                                                          | Sudafrica            | 102      | 39           | 141    |
| 10 agosto 1987    | Morte del cardinale Patrick Aloysius O'Boyle                                                                                      | Stati Uniti          | 102      | 38           | 140    |
| 20 agosto 1987    | Morte del cardinale José María Bueno y Monreal                                                                                    | Spagna               | 102      | 37           | 139    |
| 23 agosto 1987    | Morte del cardinale Stephanos I Sidarouss                                                                                         | Egitto               | 102      | 36           | 138    |
| 20 settembre 1987 | 80º genetliaco del cardinale Antoine Pierre Khoraiche                                                                             | Libano               | 101      | 37           | 138    |
| 27 settembre 1987 | 80º genetliaco del cardinale Raúl Silva Henríquez                                                                                 | Cile                 | 100      | 38           | 138    |
| 15 ottobre 1987   | 80º genetliaco del cardinale John Francis Dearden                                                                                 | Stati Uniti          | 99       | 39           | 138    |
| 16 ottobre 1987   | Morte del cardinale Joseph Höffner                                                                                                | Germania             | 99       | 38           | 137    |
| 19 novembre 1987  | 80º genetliaco del cardinale James Darcy Freeman                                                                                  | Australia            | 98       | 39           | 137    |
| 17 dicembre 1987  | Morte del cardinale Bernard Jan Alfrink                                                                                           | Paesi Bassi          | 98       | 38           | 136    |
| 1º febbraio 1988  | 80º genetliaco del cardinale Paolo Bertoli                                                                                        | Italia               | 97       | 39           | 136    |
| 28 giugno 1988    | Concistoro per la creazione di 24 cardinali elettori:                                                                             | Città del Vaticano   | 121      | 39           | 160    |
| 28 giugno 1988    | Eduardo Martínez Somalo | Spagna               | 121      | 39           | 160    |
| 28 giugno 1988    | Achille Silvestrini | Italia               | 121      | 39           | 160    |
| 28 giugno 1988    | Angelo Felici | Italia               | 121      | 39           | 160    |
| 28 giugno 1988    | Paul Grégoire | Canada               | 121      | 39           | 160    |
| 28 giugno 1988    | Antony Padiyara | India                | 121      | 39           | 160    |
| 28 giugno 1988    | José Freire Falcão | Brasile              | 121      | 39           | 160    |
| 28 giugno 1988    | Michele Giordano | Italia               | 121      | 39           | 160    |
| 28 giugno 1988    | Alexandre José Maria dos Santos                                                                                                   | Mozambico            | 121      | 39           | 160    |
| 28 giugno 1988    | Giovanni Canestri | Italia               | 121      | 39           | 160    |
| 28 giugno 1988    | Antonio María Javierre Ortas | Spagna               | 121      | 39           | 160    |
| 28 giugno 1988    | Simon Ignatius Pimenta | India                | 121      | 39           | 160    |
| 28 giugno 1988    | Mario Revollo Bravo | Colombia             | 121      | 39           | 160    |
| 28 giugno 1988    | Edward Bede Clancy | Australia            | 121      | 39           | 160    |
| 28 giugno 1988    | Lucas Moreira Neves | Brasile              | 121      | 39           | 160    |
| 28 giugno 1988    | James Aloysius Hickey | Stati Uniti          | 121      | 39           | 160    |
| 28 giugno 1988    | Edmund Casimir Szoka | Stati Uniti          | 121      | 39           | 160    |
| 28 giugno 1988    | László Paskai | Ungheria             | 121      | 39           | 160    |
| 28 giugno 1988    | Christian Wiyghan Tumi | Camerun              | 121      | 39           | 160    |
| 28 giugno 1988    | Hans Hermann Groër | Austria              | 121      | 39           | 160    |
| 28 giugno 1988    | Jacques-Paul Martin | Francia              | 121      | 39           | 160    |
| 28 giugno 1988    | Franz Hengsbach | Germania             | 121      | 39           | 160    |
| 28 giugno 1988    | Vincentas Sladkevičius | Lituania             | 121      | 39           | 160    |
| 28 giugno 1988    | Jean Margéot | Mauritius            | 121      | 39           | 160    |
| 28 giugno 1988    | John Baptist Wu Cheng-chung | Cina                 | 121      | 39           | 160    |
| 1º luglio 1988    | Morte del cardinale Hermann Volk                                                                                                  | Germania             | 121      | 38           | 159    |
| 26 luglio 1988    | 80º genetliaco del cardinale Corrado Ursi                                                                                         | Italia               | 120      | 39           | 159    |
| 1º agosto 1988    | Morte del cardinale Louis-Jean-Frédéric Guyot                                                                                     | Francia              | 120      | 38           | 158    |
| 1º agosto 1988    | Morte del cardinale John Francis Dearden                                                                                          | Stati Uniti          | 120      | 37           | 157    |
| 26 agosto 1988    | 80º genetliaco del cardinale Jacques-Paul Martin                                                                                  | Francia              | 119      | 38           | 157    |
| 22 settembre 1988 | Morte del cardinale Maximilien de Fürstenberg                                                                                     | Belgio               | 119      | 37           | 156    |
| 1 ottobre 1988    | 80º genetliaco del cardinale Giuseppe Casoria                                                                                     | Italia               | 118      | 38           | 156    |
| 29 ottobre 1988   | Morte del cardinale Thomas Benjamin Cooray                                                                                        | Sri Lanka            | 118      | 37           | 155    |
| 9 novembre 1988   | Morte del cardinale Mario Nasalli Rocca di Corneliano                                                                             | Italia               | 118      | 36           | 154    |
| 2 maggio 1989     | Morte del cardinale Giuseppe Siri                                                                                                 | Italia               | 118      | 35           | 153    |
| 14 giugno 1989    | Morte del cardinale Joseph-Albert Malula                                                                                          | Zaire                | 117      | 35           | 152    |
| 23 giugno 1989    | Morte del cardinale Timothy Manning                                                                                               | Stati Uniti          | 116      | 35           | 151    |
| 22 agosto 1989    | Morte del cardinale George Bernard Flahiff                                                                                        | Canada               | 116      | 34           | 150    |
| 4 settembre 1989  | 80º genetliaco del cardinale Johannes Willebrands                                                                                 | Paesi Bassi          | 115      | 35           | 150    |
| 6 ottobre 1989    | 80º genetliaco del cardinale Mario Luigi Ciappi                                                                                   | Italia               | 114      | 36           | 150    |
| 28 novembre 1989  | Morte del cardinale Ernesto Civardi                                                                                               | Italia               | 114      | 35           | 149    |
| 12 gennaio 1990   | 80º genetliaco del cardinale José Salazar López                                                                                   | Messico              | 113      | 36           | 149    |
| 12 gennaio 1990   | Morte del cardinale Tomás Ó Fiaich                                                                                                | Irlanda              | 112      | 36           | 148    |
| 14 maggio 1990    | 80º genetliaco del cardinale Opilio Rossi                                                                                         | Italia               | 111      | 37           | 148    |
| 18 maggio 1990    | Morte del cardinale Joseph-Marie Trịnh Văn Căn                                                                                    | Vietnam              | 110      | 37           | 147    |
| 23 maggio 1990    | Morte del cardinale Julijans Vaivods                                                                                              | Unione Sovietica     | 110      | 36           | 146    |
| 27 giugno 1990    | Morte del cardinale José Clemente Maurer                                                                                          | Germania             | 110      | 35           | 145    |
| 10 agosto 1990    | 80º genetliaco del cardinale Gordon Joseph Gray                                                                                   | Regno Unito          | 109      | 36           | 145    |
| 22 agosto 1990    | Morte del cardinale Luigi Dadaglio                                                                                                | Italia               | 108      | 36           | 144    |
| 23 agosto 1990    | 80º genetliaco del cardinale Alfons Maria Stickler                                                                                | Austria              | 107      | 37           | 144    |
| 10 settembre 1990 | 80º genetliaco del cardinale Franz Hengsbach                                                                                      | Germania             | 106      | 38           | 144    |
| 24 ottobre 1990   | 80º genetliaco del cardinale Paul Joseph Marie Gouyon                                                                             | Francia              | 105      | 39           | 144    |
| 26 ottobre 1990   | 80º genetliaco del cardinale John Joseph Krol                                                                                     | Stati Uniti          | 104      | 40           | 144    |
| 14 novembre 1990  | 80º genetliaco del cardinale Silvio Oddi                                                                                          | Italia               | 103      | 41           | 144    |
| 28 novembre 1990  | Morte del cardinale Władysław Rubin                                                                                               | Polonia              | 102      | 41           | 143    |
| 30 novembre 1990  | Morte del cardinale Octavio Antonio Beras Rojas                                                                                   | Rep. Dominicana      | 102      | 40           | 142    |
| 16 marzo 1991     | Morte del cardinale James Darcy Freeman                                                                                           | Australia            | 102      | 39           | 141    |
| 20 aprile 1991    | Morte del cardinale Emmanuel Kiwanuka Nsubuga                                                                                     | Uganda               | 101      | 39           | 140    |
| 23 maggio 1991    | 80º genetliaco del cardinale Paul Augustin Mayer                                                                                  | Germania             | 100      | 40           | 140    |
| 24 giugno 1991    | Morte del cardinale Franz Hengsbach                                                                                               | Germania             | 100      | 39           | 139    |
| 28 giugno 1991    | Concistoro per la creazione di 22 cardinali di cui 20 elettori:                                                                   | Città del Vaticano   | 120      | 42           | 162    |
| 28 giugno 1991    | Angelo Sodano | Italia               | 120      | 42           | 162    |
| 28 giugno 1991    | Alexandru Todea | Romania              | 120      | 42           | 162    |
| 28 giugno 1991    | Pio Laghi | Italia               | 120      | 42           | 162    |
| 28 giugno 1991    | Edward Idris Cassidy | Australia            | 120      | 42           | 162    |
| 28 giugno 1991    | Robert-Joseph Coffy | Francia              | 120      | 42           | 162    |
| 28 giugno 1991    | Frédéric Etsou-Nzabi-Bamungwabi                                                                                                   | RD del Congo         | 120      | 42           | 162    |
| 28 giugno 1991    | Nicolás de Jesús López Rodríguez                                                                                                  | Rep. Dominicana      | 120      | 42           | 162    |
| 28 giugno 1991    | José Tomás Sánchez | Filippine            | 120      | 42           | 162    |
| 28 giugno 1991    | Virgilio Noè | Italia               | 120      | 42           | 162    |
| 28 giugno 1991    | Antonio Quarracino | Argentina            | 120      | 42           | 162    |
| 28 giugno 1991    | Fiorenzo Angelini | Italia               | 120      | 42           | 162    |
| 28 giugno 1991    | Roger Michael Mahony | Stati Uniti          | 120      | 42           | 162    |
| 28 giugno 1991    | Juan Jesús Posadas Ocampo | Messico              | 120      | 42           | 162    |
| 28 giugno 1991    | Anthony Joseph Bevilacqua | Stati Uniti          | 120      | 42           | 162    |
| 28 giugno 1991    | Giovanni Saldarini | Italia               | 120      | 42           | 162    |
| 28 giugno 1991    | Cahal Brendan Daly | Irlanda              | 120      | 42           | 162    |
| 28 giugno 1991    | Camillo Ruini | Italia               | 120      | 42           | 162    |
| 28 giugno 1991    | Ján Chryzostom Korec | Slovacchia           | 120      | 42           | 162    |
| 28 giugno 1991    | Henri Schwery | Svizzera             | 120      | 42           | 162    |
| 28 giugno 1991    | Georg Maximilian Sterzinsky | Germania             | 120      | 42           | 162    |
| 28 giugno 1991    | e 2 non elettori: | Città del Vaticano   | 120      | 42           | 162    |
| 28 giugno 1991    | Guido Del Mestri | Italia               | 120      | 42           | 162    |
| 28 giugno 1991    | Paolo Dezza | Italia               | 120      | 42           | 162    |
| 28 giugno 1991    | pubblicazione di 1 cardinale in pectore non elettore:                                                                             | Città del Vaticano   | 120      | 42           | 162    |
| 28 giugno 1991    | Ignatius Kung Pin-mei | Cina                 | 120      | 42           | 162    |
| 9 luglio 1991     | Morte del cardinale José Salazar López                                                                                            | Messico              | 120      | 41           | 161    |
| 4 settembre 1991  | Morte del cardinale Henri de Lubac                                                                                                | Francia              | 120      | 40           | 160    |
| 24 ottobre 1991   | 80º genetliaco del cardinale Paul Grégoire                                                                                        | Canada               | 119      | 41           | 160    |
| 13 novembre 1991  | Morte del cardinale Paul-Émile Léger                                                                                              | Canada               | 119      | 40           | 159    |
| 4 febbraio 1992   | 80º genetliaco del cardinale Louis-Albert Vachon                                                                                  | Canada               | 118      | 41           | 159    |
| 11 febbraio 1992  | 80º genetliaco del cardinale Juan Carlos Aramburu                                                                                 | Argentina            | 117      | 42           | 159    |
| 1º marzo 1992     | 80º genetliaco del cardinale Gerald Emmett Carter                                                                                 | Canada               | 116      | 43           | 159    |
| 15 marzo 1992     | Morte del cardinale Sergio Guerri                                                                                                 | Italia               | 116      | 42           | 158    |
| 19 marzo 1992     | 80º genetliaco del cardinale Pietro Palazzini                                                                                     | Italia               | 115      | 43           | 158    |
| 20 maggio 1992    | Morte del cardinale Giovanni Colombo                                                                                              | Italia               | 115      | 42           | 157    |
| 5 giugno 1992     | 80º genetliaco del cardinale Alexandru Todea                                                                                      | Romania              | 114      | 43           | 157    |
| 12 luglio 1992    | 80º genetliaco del cardinale Laurean Rugambwa                                                                                     | Tanzania             | 113      | 44           | 157    |
| 18 luglio 1992    | Morte del cardinale Giuseppe Paupini                                                                                              | Italia               | 113      | 43           | 156    |
| 4 agosto 1992     | Morte del cardinale František Tomášek                                                                                             | Cecoslovacchia       | 113      | 42           | 155    |
| 27 settembre 1992 | Morte del cardinale Jacques-Paul Martin                                                                                           | Francia              | 113      | 41           | 154    |
| 18 ottobre 1992   | 80º genetliaco del cardinale Aurelio Sabattani                                                                                    | Italia               | 112      | 42           | 154    |
| 29 novembre 1992  | Morte del cardinale Lawrence Trevor Picachy                                                                                       | India                | 111      | 42           | 153    |
| 21 marzo 1993     | Morte del cardinale Sebastiano Baggio                                                                                             | Italia               | 110      | 42           | 152    |
| 4 maggio 1993     | 80º genetliaco del cardinale Agnelo Rossi                                                                                         | Italia               | 109      | 43           | 152    |
| 24 maggio 1993    | Morte del cardinale Juan Jesús Posadas Ocampo                                                                                     | Messico              | 108      | 43           | 151    |
| 12 luglio 1993    | Morte del cardinale Ferdinando Giuseppe Antonelli                                                                                 | Italia               | 108      | 42           | 150    |
| 19 luglio 1993    | Morte del cardinale Gordon Joseph Gray                                                                                            | Regno Unito          | 108      | 41           | 149    |
| 2 agosto 1993     | Morte del cardinale Guido Del Mestri                                                                                              | Italia               | 108      | 40           | 148    |
| 12 agosto 1993    | 80º genetliaco del cardinale Narciso Jubany Arnau                                                                                 | Spagna               | 107      | 41           | 148    |
| 3 ottobre 1993    | 80º genetliaco del cardinale Anastasio Alberto Ballestrero                                                                        | Italia               | 106      | 42           | 148    |
| 5 ottobre 1993    | Morte del cardinale Francesco Carpino                                                                                             | Italia               | 106      | 41           | 147    |
| 6 ottobre 1993    | Morte del cardinale Victor Razafimahatratra                                                                                       | Madagascar           | 105      | 41           | 146    |
| 30 ottobre 1993   | Morte del cardinale Paul Grégoire                                                                                                 | Canada               | 105      | 40           | 145    |
| 19 dicembre 1993  | 80º genetliaco del cardinale Juan Landázuri Ricketts                                                                              | Perù                 | 104      | 41           | 145    |
| 15 gennaio 1994   | Morte del cardinale Gabriel-Marie Garrone                                                                                         | Francia              | 104      | 40           | 144    |
| 3 febbraio 1994   | Morte del cardinale Justinus Darmojuwono                                                                                          | Indonesia            | 103      | 40           | 143    |
| 11 febbraio 1994  | Morte del cardinale Joseph Marie Anthony Cordeiro                                                                                 | Pakistan             | 102      | 40           | 142    |
| 16 febbraio 1994  | Morte del cardinale François Marty                                                                                                | Francia              | 102      | 39           | 141    |
| 26 marzo 1994     | Morte del cardinale Owen McCann                                                                                                   | Sudafrica            | 102      | 38           | 140    |
| 19 aprile 1994    | 80º genetliaco del cardinale Ugo Poletti                                                                                          | Italia               | 101      | 39           | 140    |
| 3 giugno 1994     | Morte del cardinale Pablo Muñoz Vega                                                                                              | Ecuador              | 101      | 38           | 139    |
| 24 giugno 1994    | 80º genetliaco del cardinale Myroslav Ivan Ljubačivs'kyj                                                                          | Ucraina              | 100      | 39           | 139    |
| 26 luglio 1994    | 80º genetliaco del cardinale Juan Francisco Fresno Larraín                                                                        | Cile                 | 99       | 40           | 139    |
| 19 agosto 1994    | Morte del cardinale Antoine Pierre Khoraiche                                                                                      | Libano               | 99       | 39           | 138    |
| 19 agosto 1994    | Morte del cardinale Albert Decourtray                                                                                             | Francia              | 98       | 39           | 137    |
| 15 novembre 1994  | 80º genetliaco del cardinale Giuseppe Caprio                                                                                      | Italia               | 97       | 40           | 137    |
| 24 novembre 1994  | 80º genetliaco del cardinale Agostino Casaroli                                                                                    | Italia               | 96       | 41           | 137    |
| 26 novembre 1994  | Concistoro per la creazione di 30 cardinali di cui 24 elettori:                                                                   | Città del Vaticano   | 120      | 47           | 167    |
| 26 novembre 1994  | Nasrallah Pierre Sfeir | Libano               | 120      | 47           | 167    |
| 26 novembre 1994  | Miloslav Vlk | Rep. Ceca            | 120      | 47           | 167    |
| 26 novembre 1994  | Luigi Poggi | Italia               | 120      | 47           | 167    |
| 26 novembre 1994  | Peter Seiichi Shirayanagi | Giappone             | 120      | 47           | 167    |
| 26 novembre 1994  | Vincenzo Fagiolo | Italia               | 120      | 47           | 167    |
| 26 novembre 1994  | Carlo Furno | Italia               | 120      | 47           | 167    |
| 26 novembre 1994  | Carlos Oviedo Cavada | Cile                 | 120      | 47           | 167    |
| 26 novembre 1994  | Thomas Joseph Winning | Regno Unito          | 120      | 47           | 167    |
| 26 novembre 1994  | Adolfo Antonio Suárez Rivera | Messico              | 120      | 47           | 167    |
| 26 novembre 1994  | Jaime Lucas Ortega y Alamino | Cuba                 | 120      | 47           | 167    |
| 26 novembre 1994  | Julius Riyadi Darmaatmadja | Indonesia            | 120      | 47           | 167    |
| 26 novembre 1994  | Jan Pieter Schotte | Belgio               | 120      | 47           | 167    |
| 26 novembre 1994  | Pierre Étienne Louis Eyt | Francia              | 120      | 47           | 167    |
| 26 novembre 1994  | Gilberto Agustoni | Svizzera             | 120      | 47           | 167    |
| 26 novembre 1994  | Emmanuel Wamala | Uganda               | 120      | 47           | 167    |
| 26 novembre 1994  | William Henry Keeler | Stati Uniti          | 120      | 47           | 167    |
| 26 novembre 1994  | Augusto Vargas Alzamora | Perù                 | 120      | 47           | 167    |
| 26 novembre 1994  | Jean-Claude Turcotte | Canada               | 120      | 47           | 167    |
| 26 novembre 1994  | Ricardo María Carles Gordó | Spagna               | 120      | 47           | 167    |
| 26 novembre 1994  | Adam Joseph Maida | Stati Uniti          | 120      | 47           | 167    |
| 26 novembre 1994  | Vinko Puljić | Bosnia ed Erzegovina | 120      | 47           | 167    |
| 26 novembre 1994  | Armand Gaétan Razafindratandra | Madagascar           | 120      | 47           | 167    |
| 26 novembre 1994  | Paul Joseph Phạm Đình Tụng | Vietnam              | 120      | 47           | 167    |
| 26 novembre 1994  | Juan Sandoval Íñiguez | Messico              | 120      | 47           | 167    |
| 26 novembre 1994  | e 6 non elettori: | Città del Vaticano   | 120      | 47           | 167    |
| 26 novembre 1994  | Bernardino Echeverría Ruiz | Ecuador              | 120      | 47           | 167    |
| 26 novembre 1994  | Kazimierz Świątek | Bielorussia          | 120      | 47           | 167    |
| 26 novembre 1994  | Ersilio Tonini | Italia               | 120      | 47           | 167    |
| 26 novembre 1994  | Mikel Koliqi | Albania              | 120      | 47           | 167    |
| 26 novembre 1994  | Yves-Marie-Joseph Congar | Francia              | 120      | 47           | 167    |
| 26 novembre 1994  | Alois Grillmeier | Germania             | 120      | 47           | 167    |
| 28 novembre 1994  | Morte del cardinale Vicente Enrique y Tarancón                                                                                    | Spagna               | 120      | 46           | 166    |
| 26 dicembre 1994  | Morte del cardinale Pietro Pavan                                                                                                  | Italia               | 120      | 45           | 165    |
| 21 maggio 1995    | Morte del cardinale Agnelo Rossi                                                                                                  | Italia               | 120      | 44           | 164    |
| 22 giugno 1995    | Morte del cardinale Yves Congar                                                                                                   | Francia              | 120      | 43           | 163    |
| 15 luglio 1995    | Morte del cardinale Robert-Joseph Coffy                                                                                           | Francia              | 119      | 43           | 162    |
| 23 agosto 1995    | 80º genetliaco del cardinale Antonio Innocenti                                                                                    | Italia               | 118      | 44           | 162    |
| 3 novembre 1995   | Morte del cardinale Mario Revollo Bravo                                                                                           | Colombia             | 117      | 44           | 161    |
| 24 novembre 1995  | Morte del cardinale Dominic Ignatius Ekandem                                                                                      | Nigeria              | 116      | 44           | 160    |
| 3 febbraio 1996   | 80º genetliaco del cardinale Jean Margéot                                                                                         | Mauritius            | 115      | 45           | 160    |
| 3 marzo 1996      | Morte del cardinale John Joseph Krol                                                                                              | Stati Uniti          | 115      | 44           | 159    |
| 8 marzo 1996      | Morte del cardinale Alfredo Vicente Scherer                                                                                       | Brasile              | 115      | 43           | 158    |
| 22 aprile 1996    | Morte del cardinale Mario Luigi Ciappi                                                                                            | Italia               | 115      | 42           | 157    |
| 6 maggio 1996     | Morte del cardinale Leo Jozef Suenens                                                                                             | Belgio               | 115      | 41           | 156    |
| 30 maggio 1996    | Morte del cardinale Léon-Etienne Duval                                                                                            | Francia              | 115      | 40           | 155    |
| 1º giugno 1996    | 80º genetliaco del cardinale Jean Jérôme Hamer                                                                                    | Belgio               | 114      | 41           | 155    |
| 1º luglio 1996    | 80º genetliaco del cardinale Bernard Yago                                                                                         | Costa d'Avorio       | 113      | 42           | 155    |
| 1º agosto 1996    | 80º genetliaco del cardinale Fiorenzo Angelini                                                                                    | Italia               | 112      | 43           | 155    |
| 8 agosto 1996     | Morte del cardinale Joseph Asjiro Satowaki                                                                                        | Giappone             | 112      | 42           | 154    |
| 2 ottobre 1996    | 80º genetliaco del cardinale Ángel Suquía Goicoechea                                                                              | Spagna               | 111      | 43           | 154    |
| 14 novembre 1996  | Morte del cardinale Joseph Louis Bernardin                                                                                        | Stati Uniti          | 110      | 43           | 153    |
| 2 dicembre 1996   | Morte del cardinale Jean Jérôme Hamer                                                                                             | Belgio               | 110      | 42           | 152    |
| 26 dicembre 1996  | Morte del cardinale Narciso Jubany Arnau                                                                                          | Spagna               | 110      | 41           | 151    |
| 16 gennaio 1997   | Morte del cardinale Juan Landázuri Ricketts                                                                                       | Perù                 | 110      | 40           | 150    |
| 28 gennaio 1997   | Morte del cardinale Mikel Koliqi                                                                                                  | Albania              | 110      | 39           | 149    |
| 25 febbraio 1997  | Morte del cardinale Ugo Poletti                                                                                                   | Italia               | 110      | 38           | 148    |
| 3 settembre 1997  | 80º genetliaco del cardinale Paul Zoungrana                                                                                       | Burkina Faso         | 109      | 39           | 148    |
| 1º ottobre 1997   | 80º genetliaco del cardinale Cahal Brendan Daly                                                                                   | Irlanda              | 108      | 40           | 148    |
| 5 ottobre 1997    | Morte del cardinale Bernard Yago                                                                                                  | Costa d'Avorio       | 108      | 39           | 147    |
| 25 novembre 1997  | 80º genetliaco del cardinale Luigi Poggi                                                                                          | Italia               | 107      | 40           | 147    |
| 8 dicembre 1997   | Morte del cardinale Laurean Rugambwa                                                                                              | Tanzania             | 107      | 39           | 146    |
| 15 gennaio 1998   | 80º genetliaco del cardinale Edouard Gagnon                                                                                       | Canada               | 106      | 40           | 146    |
| 16 gennaio 1998   | 80º genetliaco del cardinale Marcelo González Martín                                                                              | Spagna               | 105      | 41           | 146    |
| 5 febbraio 1998   | 80º genetliaco del cardinale Vincenzo Fagiolo                                                                                     | Italia               | 104      | 42           | 146    |
| 5 febbraio 1998   | Morte del cardinale Eduardo Francisco Pironio                                                                                     | Argentina            | 103      | 42           | 145    |
| 21 febbraio 1998  | Concistoro per la creazione di 20 cardinali di cui 19 elettori: e di 2 cardinali in pectore                                       | Città del Vaticano   | 122      | 43           | 165    |
| 21 febbraio 1998  | Jorge Arturo Medina Estévez | Cile                 | 122      | 43           | 165    |
| 21 febbraio 1998  | Alberto Bovone | Italia               | 122      | 43           | 165    |
| 21 febbraio 1998  | Darío Castrillón Hoyos | Colombia             | 122      | 43           | 165    |
| 21 febbraio 1998  | Lorenzo Antonetti | Italia               | 122      | 43           | 165    |
| 21 febbraio 1998  | James Francis Stafford | Stati Uniti          | 122      | 43           | 165    |
| 21 febbraio 1998  | Salvatore De Giorgi | Italia               | 122      | 43           | 165    |
| 21 febbraio 1998  | Serafim Fernandes de Araújo | Brasile              | 122      | 43           | 165    |
| 21 febbraio 1998  | Antonio María Rouco Varela | Spagna               | 122      | 43           | 165    |
| 21 febbraio 1998  | Aloysius Matthew Ambrozic | Canada               | 122      | 43           | 165    |
| 21 febbraio 1998  | Jean Marie Julien Balland | Francia              | 122      | 43           | 165    |
| 21 febbraio 1998  | Dionigi Tettamanzi | Italia               | 122      | 43           | 165    |
| 21 febbraio 1998  | Polycarp Pengo | Tanzania             | 122      | 43           | 165    |
| 21 febbraio 1998  | Christoph Schönborn | Austria              | 122      | 43           | 165    |
| 21 febbraio 1998  | Norberto Rivera Carrera | Messico              | 122      | 43           | 165    |
| 21 febbraio 1998  | Francis Eugene George | Stati Uniti          | 122      | 43           | 165    |
| 21 febbraio 1998  | Paul Shan Kuo-hsi | Cina                 | 122      | 43           | 165    |
| 21 febbraio 1998  | Giovanni Cheli | Italia               | 122      | 43           | 165    |
| 21 febbraio 1998  | Francesco Colasuonno | Italia               | 122      | 43           | 165    |
| 21 febbraio 1998  | Dino Monduzzi | Italia               | 122      | 43           | 165    |
| 21 febbraio 1998  | e 1 non elettore: | Città del Vaticano   | 122      | 43           | 165    |
| 21 febbraio 1998  | Adam Kozłowiecki | Zambia               | 122      | 43           | 165    |
| 21 febbraio 1998  | pubblicazione di due cardinali in pectore elettori:                                                                               | Città del Vaticano   | 122      | 43           | 165    |
| 21 febbraio 1998  | Marian Jaworski | Ucraina              | 122      | 43           | 165    |
| 21 febbraio 1998  | Jānis Pujats | Lettonia             | 122      | 43           | 165    |
| 28 febbraio 1998  | Morte del cardinale Antonio Quarracino                                                                                            | Argentina            | 121      | 43           | 164    |
| 1º marzo 1998     | Morte del cardinale Jean Marie Julien Balland                                                                                     | Francia              | 120      | 43           | 163    |
| 24 marzo 1998     | Morte del cardinale António Ribeiro                                                                                               | Portogallo           | 119      | 43           | 162    |
| 17 aprile 1998    | Morte del cardinale Alberto Bovone                                                                                                | Italia               | 118      | 43           | 161    |
| 9 giugno 1998     | Morte del cardinale Agostino Casaroli                                                                                             | Italia               | 118      | 42           | 160    |
| 17 giugno 1998    | Morte del cardinale John Joseph Carberry                                                                                          | Stati Uniti          | 118      | 41           | 159    |
| 21 giugno 1998    | Morte del cardinale Anastasio Alberto Ballestrero                                                                                 | Italia               | 118      | 40           | 158    |
| 13 settembre 1998 | Morte del cardinale Alois Grillmeier                                                                                              | Germania             | 118      | 39           | 157    |
| 23 settembre 1998 | 80º genetliaco del cardinale Salvatore Pappalardo                                                                                 | Italia               | 117      | 40           | 157    |
| 30 settembre 1998 | 80º genetliaco del cardinale Giovanni Canestri                                                                                    | Italia               | 116      | 41           | 157    |
| 4 ottobre 1998    | 80º genetliaco del cardinale Giovanni Cheli                                                                                       | Italia               | 115      | 42           | 157    |
| 7 dicembre 1998   | Morte del cardinale Carlos Oviedo Cavada                                                                                          | Cile                 | 114      | 42           | 156    |
| 15 gennaio 1999   | 80º genetliaco del cardinale Paul Joseph Phạm Đình Tụng                                                                           | Vietnam              | 113      | 43           | 156    |
| 19 marzo 1999     | 80º genetliaco del cardinale José Alí Lebrún Moratinos                                                                            | Venezuela            | 112      | 44           | 156    |
| 9 aprile 1999     | Morte del cardinale Raúl Silva Henríquez                                                                                          | Cile                 | 112      | 43           | 155    |
| 14 aprile 1999    | 80º genetliaco del cardinale Raúl Primatesta                                                                                      | Argentina            | 111      | 44           | 155    |
| 15 aprile 1999    | 80º genetliaco del cardinale Franjo Kuharić                                                                                       | Croazia              | 110      | 45           | 155    |
| 17 giugno 1999    | Morte del cardinale Basil Hume | Regno Unito          | 109      | 45           | 154    |
| 29 giugno 1999    | 80º genetliaco del cardinale Ernesto Corripio y Ahumada                                                                           | Messico              | 108      | 46           | 154    |
| 26 luglio 1999    | 80º genetliaco del cardinale Angelo Felici                                                                                        | Italia               | 107      | 47           | 154    |
| 13 ottobre 1999   | 80º genetliaco del cardinale Hans Hermann Groër                                                                                   | Austria              | 106      | 48           | 154    |
| 17 dicembre 1999  | Morte del cardinale Paolo Dezza                                                                                                   | Italia               | 106      | 47           | 153    |
| 15 gennaio 2000   | 80º genetliaco del cardinale John Joseph O'Connor                                                                                 | Stati Uniti          | 105      | 48           | 153    |
| 1º marzo 2000     | 80º genetliaco del cardinale Simon Ignatius Pimenta                                                                               | India                | 104      | 49           | 153    |
| 12 marzo 2000     | Morte del cardinale Ignazio Kung Pin-mei                                                                                          | Cina                 | 104      | 48           | 152    |
| 17 marzo 2000     | 80º genetliaco del cardinale José Tomás Sánchez                                                                                   | Filippine            | 103      | 49           | 152    |
| 23 marzo 2000     | Morte del cardinale Antony Padiyara                                                                                               | India                | 102      | 49           | 151    |
| 6 aprile 2000     | Morte del cardinale Bernardino Echeverría Ruiz                                                                                    | Ecuador              | 102      | 48           | 150    |
| 3 maggio 2000     | Morte del cardinale John Joseph O'Connor                                                                                          | Stati Uniti          | 102      | 47           | 149    |
| 15 maggio 2000    | 80º genetliaco del cardinale Nasrallah Pierre Sfeir                                                                               | Libano               | 101      | 48           | 149    |
| 28 maggio 2000    | Morte del cardinale Vincentas Sladkevičius                                                                                        | Lituania             | 100      | 48           | 148    |
| 4 giugno 2000     | Morte del cardinale Paul Zoungrana                                                                                                | Burkina Faso         | 100      | 47           | 147    |
| 4 settembre 2000  | Morte del cardinale Augusto Vargas Alzamora                                                                                       | Perù                 | 99       | 47           | 147    |
| 22 settembre 2000 | Morte del cardinale Vincenzo Fagiolo                                                                                              | Italia               | 99       | 46           | 145    |
| 26 settembre 2000 | Morte del cardinale Paul Joseph Marie Gouyon                                                                                      | Francia              | 99       | 45           | 144    |
| 4 ottobre 2000    | Morte del cardinale Egano Righi-Lambertini                                                                                        | Italia               | 99       | 44           | 143    |
| 11 ottobre 2000   | Morte del cardinale Pietro Palazzini                                                                                              | Italia               | 99       | 43           | 142    |
| 11 ottobre 2000   | 80º genetliaco del cardinale James Aloysius Hickey                                                                                | Stati Uniti          | 98       | 44           | 142    |
| 8 novembre 2000   | 80º genetliaco del cardinale Eugênio de Araújo Sales                                                                              | Brasile              | 97       | 45           | 142    |
| 14 dicembre 2000  | Morte del cardinale Myroslav Ivan Ljubačivs'kyj                                                                                   | Ucraina              | 97       | 44           | 141    |
| 2 febbraio 2001   | 80º genetliaco del cardinale Hyacinthe Thiandoum                                                                                  | Senegal              | 96       | 45           | 141    |
| 8 febbraio 2001   | Morte del cardinale Giuseppe Casoria                                                                                              | Italia               | 96       | 44           | 140    |
| 21 febbraio 2001  | Morte del cardinale José Alí Lebrún Moratinos                                                                                     | Venezuela            | 96       | 43           | 139    |
| 21 febbraio 2001  | Concistoro per la creazione di 42 cardinali di cui 38 elettori e 4 non elettori; pubblicazione di 2 cardinali in pectore elettori | Città del Vaticano   | 136      | 47           | 183    |
| 21 febbraio 2001  | 80º genetliaco del cardinale Antonio María Javierre Ortas                                                                         | Spagna               | 135      | 48           | 183    |
| 19 aprile 2001    | 80º genetliaco del cardinale Roberto Tucci                                                                                        | Italia               | 134      | 49           | 183    |
| 11 giugno 2001    | Morte del cardinale Pierre Étienne Louis Eyt                                                                                      | Francia              | 133      | 49           | 182    |
| 17 giugno 2001    | Morte del cardinale Thomas Joseph Winning                                                                                         | Regno Unito          | 132      | 49           | 181    |
| 29 giugno 2001    | Morte del cardinale Silvio Oddi                                                                                                   | Italia               | 132      | 48           | 180    |
| 26 luglio 2001    | Morte del cardinale Giuseppe Maria Sensi                                                                                          | Italia               | 132      | 47           | 179    |
| 25 agosto 2001    | 80º genetliaco del cardinale Paulos Tzadua                                                                                        | Etiopia              | 131      | 48           | 179    |
| 14 settembre 2001 | 80º genetliaco del cardinale Paulo Evaristo Arns                                                                                  | Brasile              | 130      | 49           | 179    |
| 8 novembre 2001   | Morte del cardinale Paolo Bertoli                                                                                                 | Italia               | 130      | 48           | 178    |
| 2 dicembre 2001   | 80º genetliaco del cardinale Carlo Furno                                                                                          | Italia               | 129      | 49           | 178    |
| 11 marzo 2002     | Morte del cardinale Franjo Kuharić                                                                                                | Croazia              | 129      | 48           | 177    |
| 12 marzo 2002     | Morte del cardinale Louis-Marie Billé                                                                                             | Francia              | 128      | 48           | 176    |
| 30 marzo 2002     | 80º genetliaco del cardinale Virgilio Noè                                                                                         | Italia               | 127      | 49           | 176    |
| 2 aprile 2002     | 80º genetliaco del cardinale Dino Monduzzi                                                                                        | Italia               | 126      | 50           | 176    |
| 8 maggio 2002     | 80º genetliaco del cardinale Stephen Kim Sou-hwan                                                                                 | Corea del Sud        | 125      | 51           | 176    |
| 8 maggio 2002     | 80º genetliaco del cardinale Bernardin Gantin                                                                                     | Benin                | 124      | 52           | 176    |
| 21 maggio 2002    | 80º genetliaco del cardinale Pio Laghi                                                                                            | Italia               | 123      | 53           | 176    |
| 22 maggio 2002    | Morte del cardinale Alexandru Todea                                                                                               | Romania              | 123      | 52           | 175    |
| 25 luglio 2002    | Morte del cardinale Johannes Joachim Degenhardt                                                                                   | Germania             | 122      | 52           | 174    |
| 26 luglio 2002    | 80º genetliaco del cardinale Gilberto Agustoni                                                                                    | Svizzera             | 121      | 53           | 174    |
| 31 luglio 2002    | 80º genetliaco del cardinale Lorenzo Antonetti                                                                                    | Italia               | 120      | 54           | 174    |
| 4 agosto 2002     | 80º genetliaco del cardinale Luis Aponte Martínez                                                                                 | Porto Rico           | 119      | 55           | 174    |
| 4 settembre 2002  | 80º genetliaco del cardinale Rosalio José Castillo Lara                                                                           | Venezuela            | 118      | 56           | 174    |
| 8 settembre 2002  | Morte del cardinale Lucas Moreira Neves                                                                                           | Brasile              | 117      | 56           | 173    |
| 16 settembre 2002 | Morte del cardinale François-Xavier Nguyễn Văn Thuận                                                                              | Vietnam              | 116      | 56           | 172    |
| 23 settembre 2002 | Morte del cardinale John Baptist Wu Cheng-chung                                                                                   | Hong Kong            | 115      | 56           | 171    |
| 25 settembre 2002 | 80º genetliaco del cardinale Roger Etchegaray                                                                                     | Francia              | 114      | 57           | 171    |
| 31 gennaio 2003   | 80º genetliaco del cardinale Maurice Michael Otunga                                                                               | Kenya                | 113      | 58           | 171    |
| 31 gennaio 2003   | 80º genetliaco del cardinale Jorge María Mejía                                                                                    | Argentina            | 112      | 59           | 171    |
| 24 marzo 2003     | Morte del cardinale Hans Hermann Groër                                                                                            | Austria              | 112      | 58           | 170    |
| 6 aprile 2003     | Morte del cardinale Gerald Emmett Carter                                                                                          | Canada               | 112      | 57           | 169    |
| 19 aprile 2003    | Morte del cardinale Aurelio Sabattani                                                                                             | Italia               | 112      | 56           | 168    |
| 31 maggio 2003    | Morte del cardinale Francesco Colasuonno                                                                                          | Italia               | 111      | 56           | 167    |
| 17 giugno 2003    | 80º genetliaco del cardinale Anthony Joseph Bevilacqua                                                                            | Stati Uniti          | 110      | 57           | 167    |
| 6 luglio 2003     | Morte del cardinale Antonio Ignacio Velasco García                                                                                | Venezuela            | 109      | 57           | 166    |
| 29 agosto 2003    | Morte del cardinale Corrado Ursi                                                                                                  | Italia               | 109      | 56           | 165    |
| 6 settembre 2003  | Morte del cardinale Maurice Michael Otunga                                                                                        | Kenya                | 109      | 55           | 164    |
| 17 ottobre 2003   | 80º genetliaco del cardinale Henryk Roman Gulbinowicz                                                                             | Polonia              | 108      | 56           | 164    |
| 21 ottobre 2003   | Concistoro per la creazione di 30 cardinali di cui 26 elettori e 4 non elettori                                                   | Città del Vaticano   | 134      | 60           | 194    |
| 25 ottobre 2003   | 80º genetliaco del cardinale Achille Silvestrini                                                                                  | Italia               | 133      | 61           | 194    |
| 3 dicembre 2003   | 80º genetliaco del cardinale Paul Shan Kuo-hsi                                                                                    | Taiwan               | 132      | 62           | 194    |
| 8 dicembre 2003   | 80º genetliaco del cardinale Pio Taofinu'u                                                                                        | Samoa                | 131      | 63           | 194    |
| 11 dicembre 2003  | Morte del cardinale Paulos Tzadua                                                                                                 | Etiopia              | 131      | 62           | 193    |
| 13 dicembre 2003  | 80º genetliaco del cardinale Edward Bede Clancy                                                                                   | Australia            | 130      | 63           | 193    |
| 22 gennaio 2004   | 80º genetliaco del cardinale Ján Chryzostom Korec                                                                                 | Slovacchia           | 129      | 64           | 193    |
| 5 febbraio 2004   | 80º genetliaco del cardinale Duraisamy Simon Lourdusamy                                                                           | India                | 128      | 65           | 193    |
| 9 febbraio 2004   | Morte del cardinale Opilio Rossi                                                                                                  | Italia               | 128      | 64           | 192    |
| 21 febbraio 2004  | 80º genetliaco del cardinale Silvano Piovanelli                                                                                   | Italia               | 127      | 65           | 192    |
| 29 febbraio 2004  | 80º genetliaco del cardinale Andrzej Maria Deskur                                                                                 | Polonia              | 126      | 66           | 192    |
| 11 marzo 2004     | 80º genetliaco del cardinale Jozef Tomko                                                                                          | Slovacchia           | 125      | 67           | 192    |
| 13 marzo 2004     | Morte del cardinale Franz König                                                                                                   | Austria              | 125      | 66           | 191    |
| 18 marzo 2004     | 80º genetliaco del cardinale Alexandre José Maria dos Santos                                                                      | Mozambico            | 124      | 67           | 191    |
| 18 maggio 2004    | Morte del cardinale Hyacinthe Thiandoum                                                                                           | Senegal              | 124      | 66           | 190    |
| 5 luglio 2004     | 80º genetliaco del cardinale Edward Idris Cassidy                                                                                 | Australia            | 123      | 67           | 190    |
| 13 agosto 2004    | 80º genetliaco del cardinale Serafim Fernandes de Araújo                                                                          | Brasile              | 122      | 68           | 190    |
| 25 agosto 2004    | Morte del cardinale Marcelo González Martín                                                                                       | Spagna               | 122      | 67           | 189    |
| 8 ottobre 2004    | 80º genetliaco del cardinale Aloísio Leo Arlindo Lorscheider                                                                      | Brasile              | 121      | 68           | 189    |
| 14 ottobre 2004   | Morte del cardinale Juan Francisco Fresno Larraín                                                                                 | Cile                 | 121      | 67           | 188    |
| 24 ottobre 2004   | Morte del cardinale James Aloysius Hickey                                                                                         | Stati Uniti          | 121      | 66           | 187    |
| 2 novembre 2004   | Morte del cardinale Gustaaf Joos                                                                                                  | Belgio               | 121      | 65           | 186    |
| 18 novembre 2004  | Morte del cardinale Juan Carlos Aramburu                                                                                          | Argentina            | 121      | 64           | 185    |
| 11 dicembre 2004  | 80º genetliaco del cardinale Giovanni Saldarini                                                                                   | Italia               | 120      | 65           | 185    |
| 10 gennaio 2005   | Morte del cardinale Jan Pieter Schotte                                                                                            | Belgio               | 119      | 65           | 184    |
| 3 febbraio 2005   | Morte del cardinale Corrado Bafile                                                                                                | Italia               | 119      | 64           | 183    |
| 1º marzo 2005     | 80º genetliaco del cardinale Alexandre do Nascimento                                                                              | Angola               | 118      | 65           | 183    |
| 18 marzo 2005     | 80º genetliaco del cardinale Antonio José González Zumárraga                                                                      | Ecuador              | 117      | 66           | 183    |
| 2 aprile 2005     | Morte di papa Giovanni Paolo II                                                                                                   | Città del Vaticano   | 117      | 66           | 183    |
| 18 aprile 2005    | Apertura del conclave | Città del Vaticano   | 117      | 66           | 183    |
| 19 aprile 2005    | Elezione papale del cardinale Joseph Ratzinger con il nome di Benedetto XVI                                                       | Città del Vaticano   | 116      | 66           | 182    |